# Bathygadus
Bathygadus és un gènere de peixos actinopterigis de la família dels macrúrids i de l'ordre dels gadiformes.

## Taxonomia
- Bathygadus antrodes (Jordan & Starks, 1904)[3]
- Bathygadus bowersi (Gilbert, 1905)[4]
- Bathygadus cottoides (Günther, 1878)[5]
- Bathygadus dubiosus (Weber, 1913)[6]
- Bathygadus entomelas (Gilbert & Hubbs, 1920)[7]
- Bathygadus favosus (Goode & Bean, 1886)[8]
- Bathygadus furvescens (Alcock, 1894)[9]
- Bathygadus garretti (Gilbert & Hubbs, 1916)[10]
- Bathygadus macrops (Goode & Bean, 1885)[11]
- Bathygadus melanobranchus (Vaillant, 1888)[12]
- Bathygadus micronemus (Gilbert, 1905)[13]
- Bathygadus nipponicus (Jordan & Gilbert, 1904)[3]
- Bathygadus spongiceps (Gilbert & Hubbs, 1920)[7]
- Bathygadus sulcatus (Smith & Radcliffe, 1912)[14][15][16][17][18][19][20][21]